# Бабеево (Ногински район)
Бабеево (на руски: Бабеево) е село в Ногински район, Московска област, Русия. Населението му през 2010 година е 114 души. Новосовихинско шосе преминава през Бабеево.

## География
Бабееево е разположено в източната част на Московска област, на брега на река Вохонка. Намира се на 38 километра източно от Москва и на 15 километра южно от Ногинск. Надморската му височина е 142 метра.

### Климат
Климатът в Бабеево е умереноконтинентален (Dfb по Кьопен) с горещо и сравнително влажно лято и дълга студена зима.

## Население
| 1852 | 1859 | 1890 | 1926 | 2002 | 2006 | 2010 |
| ---- | ---- | ---- | ---- | ---- | ---- | ---- |
| 179  | 191  | 87   | 396  | 94   | 97   | 114  |